# Fluorit-Schaustollen und Kalkofen in Vorderkrimml
Der Fluorit-Schaustollen und der Kalkofen sind zwei Sehenswürdigkeiten in der Ortschaft Vorderkrimml, im Oberpinzgau (Land Salzburg) im Umfeld des Nationalparks Hohe Tauern. Sie liegen in der Rotte Schloßberg, am Fuß der Nösslachwand (auch Nößlingerwand), im hintersten Salzachtal.

## Fluorit-Schaustollen und Vorderkrimmler Fluorit
Am Schloßberg wurde in den 1960ern der Vorderkrimmler Flussspat, ein besonders schöner violett-blauer Fluorit, abgebaut. Es handelt sich um eine Kluft, die von ansässigen Strahlern (Steinsuchern) für den Abbau aufgeweitet wurde. Sie gilt heute als erschöpft und wurde ab 1989 als Schaustollen eingerichtet, in dem regelmäßige Führungen stattfinden.

Einzelstücke sind auch im Mineralienmuseum Kurt Nowak in Wald zu besichtigen.

## Kalkofen
Nahe dem Stollen ist auch ein historischer Kalkofen zu besichtigen. Er stammt aus dem Ende des 19. Jahrhunderts und diente zur Herstellung von Baukalk aus den örtlichen Vorkommen von Kalkdolomiten (Krimmler Trias) am Rehrlköpfl. Sonst ist in der Gegend zwischen kristallinen Zentralalpen und Schieferalpen Kalk selten.

## Erreichbarkeit
Schloßberg ist von Vorderkrimml auf der Straße und vom Bahnhof Krimml aus erreichbar.
Außerdem führt der am Arnoweg, ein Salzburger Rund-Weitwanderweg, direkt an den beiden Sehenswürdigkeiten vorbei.

## Medien
- TBV Wald Königsleiten: Kalkofen und Fluorit-Schau-Stollen. (Video, Prod. KCI Media) In: YouTube. www.wald-koenigsleiten.at, 2010, abgerufen am 11. November 2010 (Beitext: Andi Kammerlander (Wald im Pinzgau) erzählt über den Kalkofen aus dem 19. Jhd. und dem Fluorit-Schau-Stollen).